# Renzo Martinelli
Pour les articles homonymes, voir Martinelli.
Renzo Martinelli (né en 1948 à Cesano Maderno, dans la province de Monza et de la Brianza, en Lombardie) est un réalisateur de cinéma italien.

## Filmographie
- 1994 : Sarahsarà (it)
- 1997 : Porzûs
- 2001 : La Folie des hommes (Vajont - La diga del disonore)
- 2003 : L'Affaire des cinq lunes (Piazza delle cinque lune)
- 2006 : Il mercante di pietre
- 2008 : Carnera (it)
- 2009 : Barbarossa
- 2012 : 11 settembre 1683 (Bitwa pod Wiedniem)
- 2016 : Ustica